# 이베르통 켐페스 두스 산투스 곤사우베스
이베르통 켐페스 두스 산투스 곤사우베스(포르투갈어: Everton Kempes dos Santos Gonçalves, 1982년 8월 3일 ~ 2016년 11월 28일)는 브라질의 축구 선수로, 포지션은 공격수였다.

## 생애
페르남부쿠주 카르피나 출신이며 어린 시절에 리우데자네이루로 이주했다. 17세 시절에 칸투 두 히우에 입단했고 2001년에는 1군 팀으로 승격되었다. 2002년부터 2003년까지 나시오나우 지 무리아에 소속으로 활동했고 2004년에는 파라나로 이적했다.
2005년부터 2007년까지 이스트렐라 두 노르치, 비토리아 ES, 세르탕지뉴, 15 지 노벰브루 소속으로 활동했지만 이들 클럽에서는 출전 기회가 적었다. 2007년 7월에는 세아라에 입단했다. 2008년에는 카시아스로 이적했지만 같은 해에 이파칭가에 임대되었다.
2009년 1월에는 크리시우마로 이적했고 2009년 6월에는 포르투게자로 이적했다. 2010년부터 2011년까지 노부암부르구, 세아라, 아메리카 미네이루, 세레소 오사카에 임대되었고 2013년 2월에는 JEF 유나이티드 이치하라 지바로 완전 이적했다. 2013 J2리그 시즌에서는 22골을 기록하며 득점왕에 오르는 영예를 안았다.
2015년 3월에 조인빌리로 이적했고 2015년 12월에 샤페코엔시로 이적했다. 2016년 11월 28일에 일어난 라미아 항공 2933편 추락 사고로 인해 사망했다.

## 수상

### 클럽
이스트렐라 두 노르치
- 코파 이스피리투산투 1회 우승 (2005)

비토리아 ES
- 캄페오나투 카피샤바 1회 우승 (2006)

포르투게자
- 캄페오나투 브라질레이루 세리이 B 1회 우승 (2011)

샤페코엔시
- 캄페오나투 카타리넨시 1회 우승 (2016)
- 코파 수다메리카나 1회 우승 (2016)

### 개인
- 2013 J2리그 시즌 득점왕 수상